# Лук высокогорный
Лук высокогорный (лат. Allium oreophiloides) — многолетнее травянистое растение, вид рода Лук (Allium) семейства Луковые (Alliaceae).

## Распространение и экология
В природе ареал вида охватывает Памиро-Алай и Тянь-Шань. Эндемик.
Произрастает на моренах и скалах в альпийском поясе.

## Ботаническое описание
Луковица шаровидная, диаметром 1—1,5 мм, наружные оболочки сероватые, бумагообразные, без заметных жилок. Стебель гладкий или, иногда, очень сильно шероховатый, высотой 3—10 см, на четверть или до половины одетый гладкими или шероховатыми влагалищами листьев.
Листья в числе двух, шириной 0,75 мм, нитевидные, полуцилиндрические, желобчатые, шероховатые или почти гладкие, длиннее стебля.
Чехол в два—три раза короче зонтика, остающийся, заострённый. Зонтик коробочконосный, полушаровидный или почти шаровидный, немногоцветковый, обычно густой. Цветоножки почти равные, в два—три раза длиннее околоцветника, при основании с немногочисленными прицветниками. Листочки ширококолокольчатого околоцветника, бледно-розовые, с сильной пурпурной жилкой, равные, острые, длиной 4—5 мм, внутренние продолговато-яйцевидные, немного шире наружных, продолговатых. Нити тычинок в полтора раза короче листочков околоцветника, на четверть между собой и с околоцветником сросшиеся. Столбик не выдается из околоцветника.
Коробочка почти в 2 раза короче околоцветника.

## Таксономия
Вид Лук высокогорный входит в род Лук (Allium) семейства Луковые (Alliaceae) порядка Спаржецветные (Asparagales).
|  |                                      |  |                                                             |                                                             |                   |  | ещё 24 семейства (согласно Системе APG II) | ещё 24 семейства (согласно Системе APG II) |                      |  |  |  | ещё более 870 видов |
|  |                                      |  |                                                             |                                                             |                   |  | ещё 24 семейства (согласно Системе APG II) | ещё 24 семейства (согласно Системе APG II) |                      |  |  |  | ещё более 870 видов |
|  |                                      |  |                                                             | порядок Спаржецветные                                       |                   |  |                                            |                                            | род Лук              |  |  |  |                     |
|  |                                      |  |                                                             | порядок Спаржецветные                                       |                   |  |                                            |                                            | род Лук              |  |  |  |                     |
|  | отдел Цветковые, или Покрытосеменные |  |                                                             |                                                             | семейство Луковые |  |                                            |                                            | вид Лук высокогорный |  |  |  |                     |
|  | отдел Цветковые, или Покрытосеменные |  |                                                             |                                                             | семейство Луковые |  |                                            |                                            |                      |  |  |  |                     |
|  |                                      |  | ещё 44 порядка цветковых растений (согласно Системе APG II) | ещё 44 порядка цветковых растений (согласно Системе APG II) |                   |  |                                            | ещё около 300 родов                        | ещё около 300 родов  |  |  |  |                     |
|  |                                      |  |                                                             | ещё 44 порядка цветковых растений (согласно Системе APG II) |                   |  |                                            |                                            | ещё около 300 родов  |  |  |  |                     |